# خیابان مدیسون

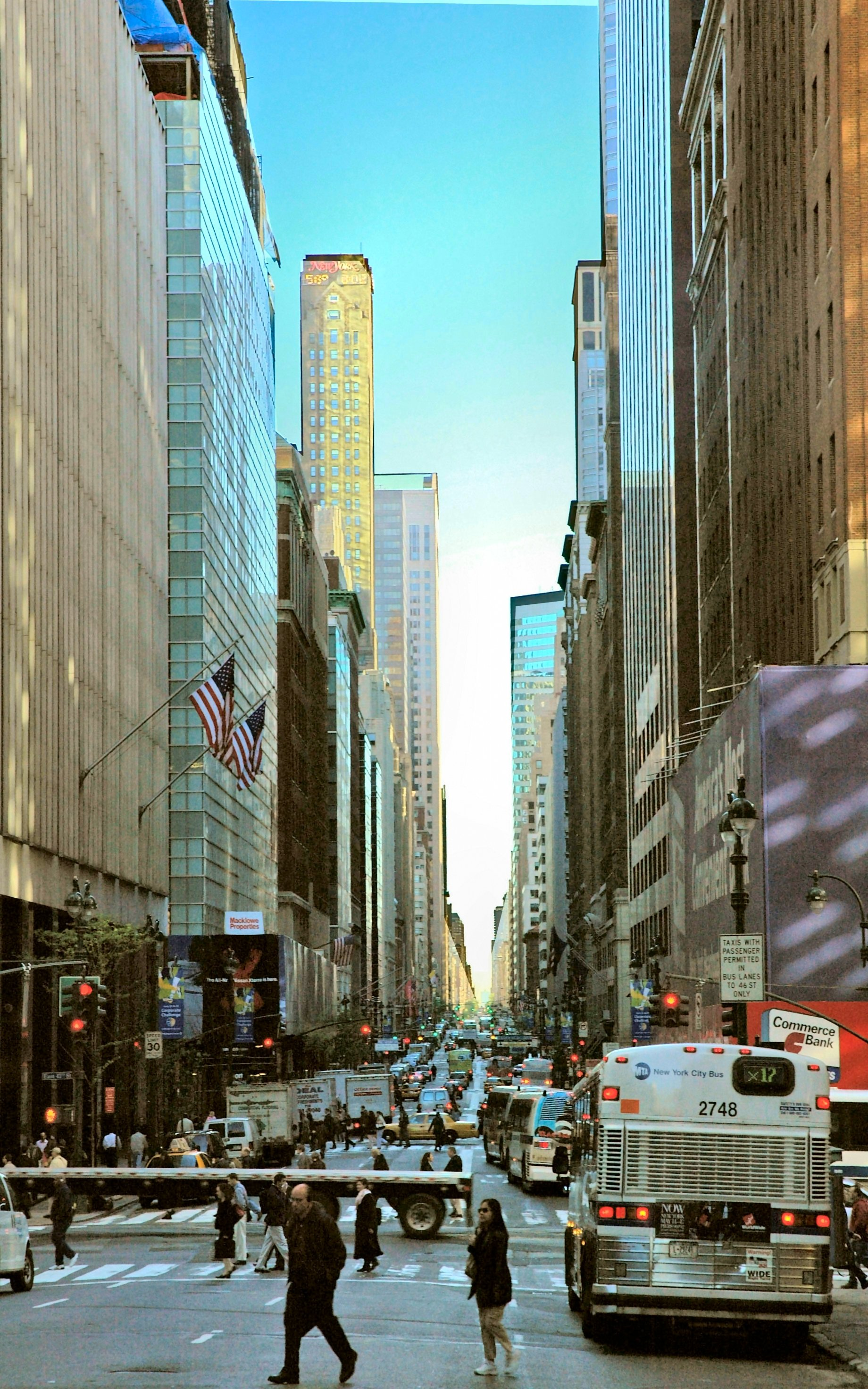
خیابان مدیسون به سمت شمال از خیابان چهلم

خیابان مدیسون (به انگلیسی: Madison Avenue) یک خیابان شمال به جنوب در محله منهتن در شهر نیویورک در ایالات متحده آمریکا است. این خیابان از میدان مدیسون (در خیابان بیست‌وسوم) آغاز و به پل خیابان مدیسون (در خیابان صدوسی‌وهشتم) ختم می‌شود. نام این خیابان بعد از نامگذاری میدان مدیسون بدین نام، که خودش به افتخار جیمز مدیسون چهارمین رئیس جمهور ایالات متحده آمریکا و از نویسندگان اصلی قانون اساسی ایالات متحده آمریکا نامگذاری شده‌بود انتخاب شد. از سال ۱۹۲۰ نام این خیابان مترادف با صنعت تبلیغات آمریکایی شده است. همچنین ساختمان دادگاه تجدیدنظر ایالت نیویورک در خیابان مدیسون در نزدیکی میدان مدیسون قرار دارد.

## پیوند مرتبط
- پل خیابان مدیسون